# 大内山牛乳

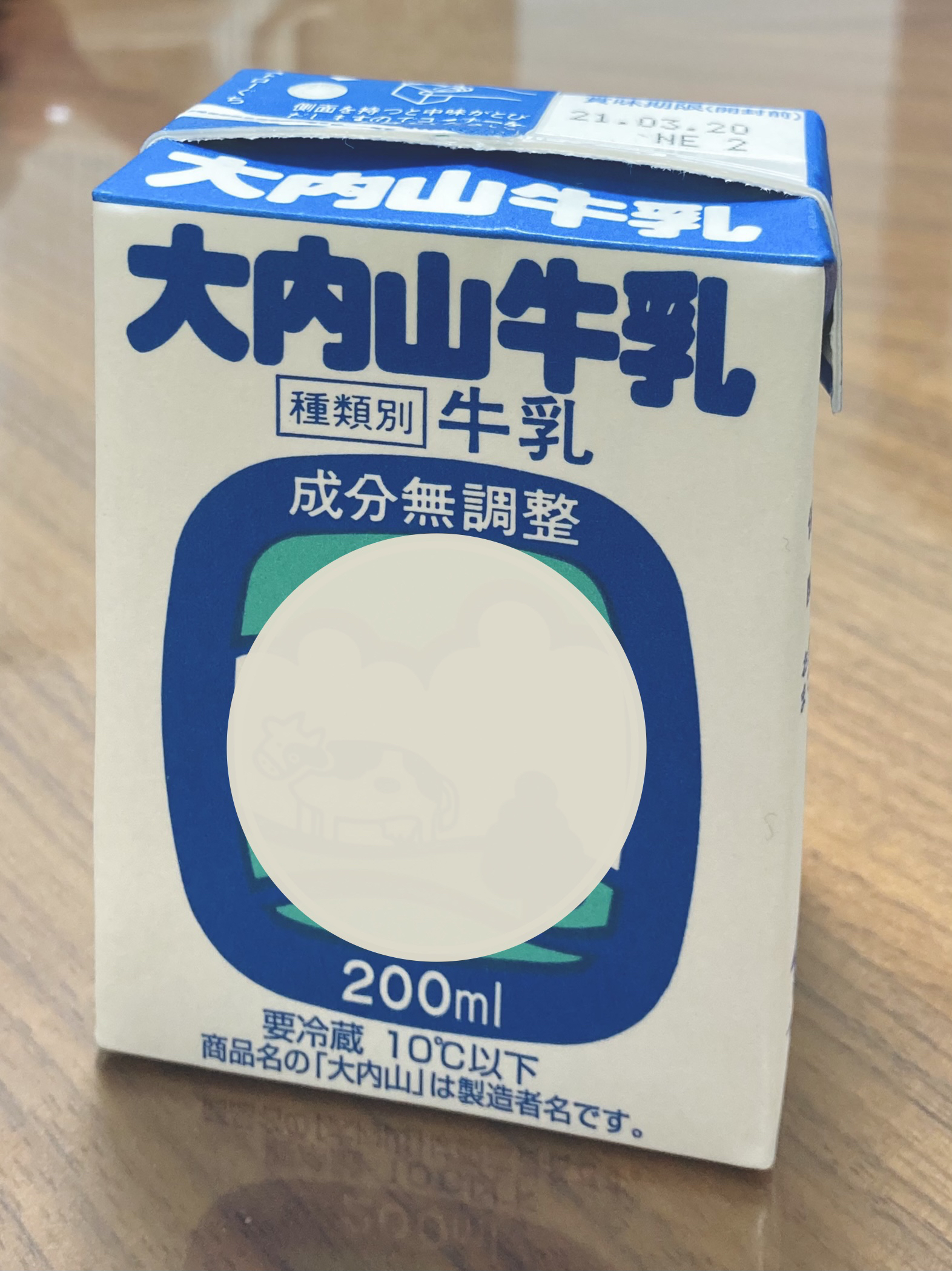
大内山牛乳

大内山牛乳（おおうちやまぎゅうにゅう）は、三重県度会郡大紀町大内山に本所を置く大内山酪農農業協同組合が生産する牛乳。同組合によって地域団体商標登録されている。登録上、「三重県度会郡大紀町大内山地域およびその周辺地域で生産されて同大内山地域で処理・加工された牛乳」と規定されている。登録番号は第5024320号。 
名称は大内山牛乳であるが、大紀町大内山地区だけでなく北勢から東紀州まで生産地域は三重県内広域に渡る。牛乳以外にも多種多様な乳製品を商品展開する。
三重県では広く学校給食に導入されており、三重県を中心に近畿地方各地に販路を持つ。
本稿では、生産者の大内山酪農農業協同組合についても記述する。

## 大内山酪農農業協同組合
大内山酪農農業協同組合（おおうちやまらくのうのうぎょうきょうどうくみあい）は三重県度会郡大紀町大内山3248-2に本所を置く農業協同組合である。三重県牛乳協同組合に加盟する、組合事業と乳業事業を行う酪農専門農協である。三重県の集乳量の約半分を集荷する大規模事業者である。2014年（平成26年）10月1日現在の正組合員は32名で、大紀町をはじめ津市・鈴鹿市・松阪市のほかいなべ市から御浜町まで三重県内16市町に分布する。2014年5月1日現在、4,174頭のウシを飼育する。2025年（令和7年）には加盟農家は12軒に減少したが、飼育技術を高めることで生産量は維持できている。
「良質な牛乳づくりは健康な牛作りから」を掲げ、独自の安全基準とウシの健康管理を定め、高品質な牛乳の生産に取り組んでいる。2014年（平成26年）度の総事業高は89億1300万円。
本所前のガードレール（全長33m）は牛柄で、乳牛の像が設置されている。ガードレールを牛柄にしたのは2012年（平成24年）のことで、組合関係者が手作業で塗装した。

## 歴史
1944年（昭和19年）に乳牛8頭を南勢酪農組合から借り受け、同組合の大内山支部として発足した。1948年（昭和23年）に独立した組織の大内山酪農農業協同組合となる。
1960年（昭和35年）より学校給食への供給を開始し、1972年（昭和47年）には朝日農業賞を受賞した。1975年（昭和40年）から生活協同組合（生協）との取引を開始し、生産量が増加した。1995年（平成7年）は大内山牛乳の新商品展開と観光資源化が展開された。新商品展開では、アイスクリームの販売を開始した。観光資源化では、4月に国土庁の「過疎地域滞在施設整備モデル事業」の適用を受け、牛乳風呂を呼び物とする「グリーンパーク大内山」が開業、同年11月には組合の直営で「大内山ふれあい牧場」を開設した。同牧場は組合員から預かったウシを飼養する育成センターを一般開放したもので、土・日・祝日のみ営業し、ウシやヒツジとのふれあいや搾乳体験を提供していた。1998年（平成10年）には牛乳の生産施設がHACCP認証を受け、翌1999年（平成11年）には脱脂粉乳・乳製品の生産施設もHACCP認証を取得した。
2000年（平成12年）には雪印集団食中毒事件を受け、雪印乳業の牛乳を取り扱っていた小売店から注文が殺到し、工場をフル稼働しても需要に追い付かなくなる事態が発生した。2001年（平成13年）9月には四日市乳業協同組合と業務提携を開始し、同組合の牛乳製造部門を大内山酪農に統合、「四日市牛乳」のブランド名を「大内山牛乳」に統一した。2007年（平成19年）に大内山牛乳を地域団体商標登録した。
生協からの提案を受け、2011年（平成23年）より餌に飼料用米と稲発酵粗飼料（WCS）を使用するようになり、循環型農業を推進し始めている。同年、紀勢自動車道紀勢大内山インターチェンジ付近の大紀公園に大内山牛乳の牛乳パックのモニュメントを建設した。このモニュメントは大内山牛乳のパックを忠実に再現し、内容量のみ大きさに即して「5000L」と表示しており、近づくと牛の鳴き声が流れるようになっている。2013年（平成25年）には1995年（平成7年）に開業した2施設が同時に閉鎖となり、グリーンパーク大内山は3月30日に、大内山ふれあい牧場は5月15日に閉鎖した。
2020年（令和2年）3月、コロナウイルス感染症の流行に伴う小中学校の臨時休校のため給食も中止となり、給食用に供給する予定だった生乳を練乳や脱脂粉乳などの加工品に振り替えた。ただし加工原料となる牛乳は生乳よりも低い価格で取引される上、加工できる量に限界があったため、生乳として取引されることが望ましく、伊勢農業協同組合や伊勢市役所などが職員による牛乳の購入を申し出ることになった。酪農協でも、新たな市場として宅配スーパーを開拓したことで売り上げを伸ばすことに成功した。2024年（令和6年）にはインフルエンサーを起用したYouTube動画を公開するなど、新規顧客の掘り起こしを進めている。

## 生産と流通

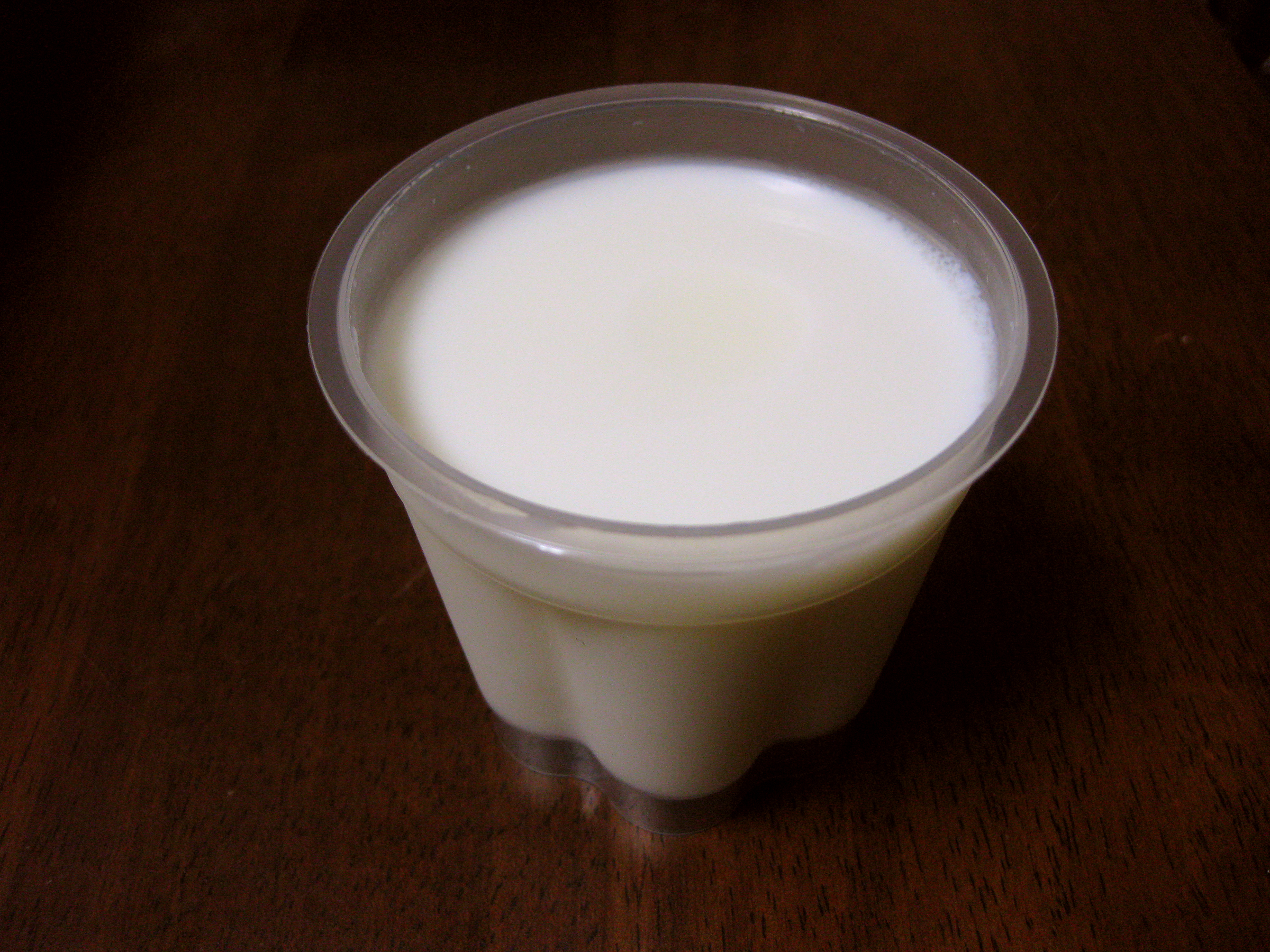
大内山牛乳プリン

本所には牛乳工場が設置されており、毎日県内各地から午前10時以降に原乳がタンクローリーで運ばれてくる。加工場では受け入れ検査を行った後、洗浄し、貯乳タンクに牛乳を移す。続いて成分の均質化と125℃で3秒間殺菌を行い、サージタンクに移し、パックや瓶に詰められる。詰められた製品は箱詰めして冷蔵倉庫で保管し、深夜に出荷される。2013年（平成25年）度の年間生乳生産量は33,270トンで、1日の牛乳処理能力は102トンである。2025年（令和7年）の報道によれば、1 L の牛乳パックを1日約5万本生産している。なお2週間前までに予約すれば、1人でも工場見学が可能である。
主力製品の大内山牛乳のほか、低脂肪乳・コーヒー牛乳・フルーツ牛乳・飲むヨーグルトなどの飲料、チーズ・バター・牛乳プリン・アイスクリームなどの食品も生産する。加工は自前の工場でも行うが、受け入れ容量や加工できる食品の種類に限度があり、同業の別工場に委託することがある。各商品には「大内山」の名を冠している。ただし生協向けには「生協牛乳」の名で納入している。
製品は三重県を中心に、東海地方・近畿地方に及び、高速道路のサービスエリアでも商品展開する。販売先は生協が4割、販売店と量販が2割、学校給食が15%となっており、生協との取引は三重県の生産者乳価を高める効果を発揮している。輸入に頼るウシの餌代が高騰する中でも、給食に提供しているという事情から、酪農協では値上げは難しいと考えている。なお三重県の学校給食におけるシェアは2020年（令和2年）現在7割弱に達し、毎日約10万本（約20 t）を供給する。2014年（平成26年）度の牛乳・乳製品の売上高は43億5700万円、2025年（令和7年）の報道時点で50億円である。そのうち7割を牛乳が占め、乳飲料、低脂肪乳、発酵乳・冷菓ほかの順となる。